# A Love Supreme
A Love Supreme es un álbum de jazz grabado por el cuarteto de John Coltrane el 9 de diciembre de 1964 en el estudio de Rudy Van Gelder en Englewood Cliffs, Nueva Jersey. El disco es una suite en cuatro partes, que se corresponden con sendos temas: Acknowledgement (que contiene el famoso mantra que da nombre a la suite), Resolution, Pursuance y Psalm. Fue concebido como un disco espiritual, representativo de una búsqueda personal de pureza por parte de Coltrane. El tema final se corresponde con la letra de un poema piadoso incluido en las notas de presentación del disco.
Una versión alternativa de "Acknowledgement" fue grabada al día siguiente. Esta versión incluyó la participación del saxo tenor Archie Shepp y del bajista Art Davis. La única interpretación grabada en directo de la suite Love Supreme, en 1965 en Antibes, Francia, fue también remasterizada y realizada en un doble disco en 2002 por Impulse! Records junto con el disco original y tomas adicionales.
A Love Supreme es habitualmente considerado como uno de los discos de jazz más importantes de la historia. En una encuesta de 2005 del canal inglés de televisión Channel 4 para elegir los mejores discos de la historia, alcanzó el puesto número 82. En otra encuesta (Rolling Stone's list of the 500 greatest albums of all time) llegó al puesto 47 y fue reconocido como uno de los tres más importantes en Rate Your Music's Top Albums of All-time list. Los elementos de libertad armónica reconocibles en el disco indican los cambios que se irían a producir en la música de Coltrane.
Will Downing lanzó una versión Rhythm & Blues del tema principal, con la cooperación de la viuda de John, Alice Coltrane, que alcanzó el número 14 en la UK singles chart en 1988.
La suite también aparece en cuatro pistas del álbum de 2002 del Branford Marsalis Quartet titulado Footsteps of our Fathers.

## Lista de canciones
1. Parte 1: Acknowledgement – 7:09
2. Parte 2: Resolution – 7:15
3. Parte 3: Pursuance – 10:40
4. Parte 4: Psalm – 7:16

## Personal
- John Coltrane – Saxo tenor, director
- McCoy Tyner – piano
- Jimmy Garrison – Contrabajo
- Elvin Jones – Batería
- Bob Thiele – Producción
- Michael Cuscuna – Producción ejecutiva